# George Medal

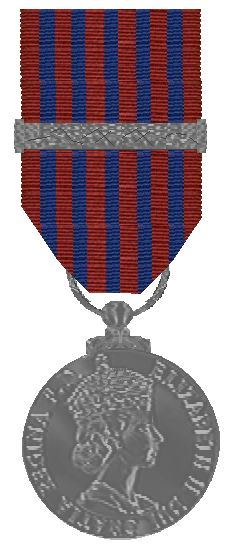
Medaille met gesp

De George Medal is een Britse onderscheiding voor dapperheid. De medaille is verbonden aan het George Cross.
De medaille werd, samen met het kruis, op 24 september 1940, tijdens de "blitz", de voortdurende luchtaanvallen op de Britse steden, door George VI van het Verenigd Koninkrijk ingesteld. De koning maakte daarbij haast. De medaille is bestemd voor hen "Die dappere daden volbrachten of een teken van waardering van het Verenigd Koninkrijk verdienden". De koning voegde toe dat de medaille alleen in geval van "acts of great bravery" mocht worden verleend.
De medaille werd ingesteld op een moment dat het Britse Rijk al diverse onderscheidingen voor dapperheid kende, zo waren er voor burgers het George Cross, de Albert Medal, de Edward Medal, de Medaille van de Orde van het Britse Rijk voor Dapperheid. Uiteindelijk vervingen het George Cross en de George Medal de andere civiele medailles voor dapperheid.
De George Medal is in de eerste plaats een civiele onderscheiding maar zij kan worden verleend aan militair personeel dat zijn daden van moed niet in het aangezicht van de vijand verrichtte. Daarbij kan aan mijnenruimen worden gedacht.
Het besluit werd op 24 januari 1941 getekend en al op 31 januari 1941 gepubliceerd. Postume toekenningen waren ten tijde van de instelling niet voorzien maar op 30 november 1977 amendeerde Elizabeth II het Koninklijk Besluit van haar vader. Sindsdien is de medaille ook postuum verleend.
Er zijn tot op heden ongeveer 2000 medailles toegekend. De Queen's Gallantry Medal en Sea Gallantry Medal zijn lager in rang.
De dragers mogen de letters "GM" achter hun naam plaatsen.
De namen van de dragers van de George Medals worden in het Britse staatsblad, de London Gazette, gepubliceerd.
In het conflict om de Falklandeilanden werd de George Medaille eenmaal postuum verleend.

## De medaille
De ronde medaille is van zilver en is 36 millimeter breed. Op de voorzijde is de regerende vorst afgebeeld, op de keerzijde staat Sint George die de draak verslaat met daarboven de woorden "GEORGE MEDAL".
Wanneer de medaille een tweede maal wordt toegekend draagt men een zilveren gesp op het lint. Op de gesp is geen datum maar een bloemenpatroon aangebracht. Op de op uniformen gedragen baton wordt een zilveren roos bevestigd om een gesp aan te duiden. Dames dragen de medaille aan een strik op de linkerschouder. De medaille wordt op rokkostuums als miniatuur gedragen.
Het lint is helderrood met vijf smalle blauwe strepen in de kleur van het lint van het George Kruis.

## Enkele bekende dragers van de George Medal
- Hilton Alomes
- John Bridge - Een vrijwilliger bij de Britse mijnopruimingsdienst in de Tweede Wereldoorlog
- Arthur Cobby - Piloot in de Royal Australian Air Force in de Tweede Wereldoorlog
- Lionel "Buster" Crabb - Kikvorsman in de Tweede Wereldoorlog
- John Edward Dillon[8]
- Marie Dissard - Frans verzetsstrijder in de Tweede Wereldoorlog
- Micheline Dumont
- Joke Folmer, verzetsstrijder  in de Tweede Wereldoorlog
- Florentino Goicoechea
- Leon Goldsworthy - Australisch vrijwilliger bij de mijnopruimingsdienst in de Tweede Wereldoorlog
- Elvire de Greef (Een verzetsheldin in de Tweede Wereldoorlog, bijgenaamd 'Tante Go')
- Maurice Griffiths
- Krystyna Skarbek - aka 'Christine Granville', SOE-agent in de Tweede Wereldoorlog
- Mike Hailwood - Brits motor- en autocoureur voor zijn poging coureur Clay Regazzoni uit zijn brandende auto te redden.
- Andrée de Jongh - Een Belgische verzetsheldin in de Tweede Wereldoorlog
- Stanley McArdle - Hij redde overlevenden van het schip SS Princess Victoria in 1953
- Bernard Peter de Neumann - Hij verwijderde tijdens de Tweede Wereldoorlog een op scherp staande bom uit de machinekamer van de SS Tewkesbury
- Louis Nouveau
- Keith Palmer - Britse agent vermoord in de aanslag in Londen van maart 2017
- Andrew Clifford Parker - Hij redde opvarenden van de Herald of Free Enterprise
- Lisa Potts - Een onderwijzeres op een kleuterschool, zij redde kinderen tijdens een aanval door een gewapende man in 1996
- David Purley - Deze coureur probeerde in 1973 de verongelukte Roger Williamson uit zijn brandende auto te redden.
- Victor Rothschild, 3rd Baron Rothschild - Een geheim agent in de Tweede Wereldoorlog
- Hugh Randall Syme - Australisch vrijwilliger bij de mijnopruimingsdienst in de Tweede Wereldoorlog
- Tenzing Norgay - Hij beklom de Mount Everest in 1953
- Nancy Wake - een spionne in de Tweede Wereldoorlog
- William Arthur Waterton
- Gary O'Donnell - Deze Britse militair sneuvelde in 2008 in Afghanistan
- Jacobus Johannes Cornelis Korthals Altes, was tijdens de Tweede Wereldoorlog in Nederlands-Indië commandant van de 4de divisie mijnenvegers